# 피마토케로스속
피마토케로스속(Phymatoceros)은 피마토케로스목 (Phymatocerotales)의 피마토케로스과 (Phymatocerotaceae)에 속하는 유일한 뿔이끼류 속이다. 단 2종만을 포함하고 있다.

## 분류
- 피마토케로스목 (Phymatocerotales)
  - 피마토케로스과 (Phymatocerotaceae)
    - 피마토케로스속 (Phymatoceros)
      - Phymatoceros bulbiculosus
      - Phymatoceros phymatodes